# 東海技術センター
座標: 北緯35度11分17.7秒 東経137度0分23.4秒 / 北緯35.188250度 東経137.006500度

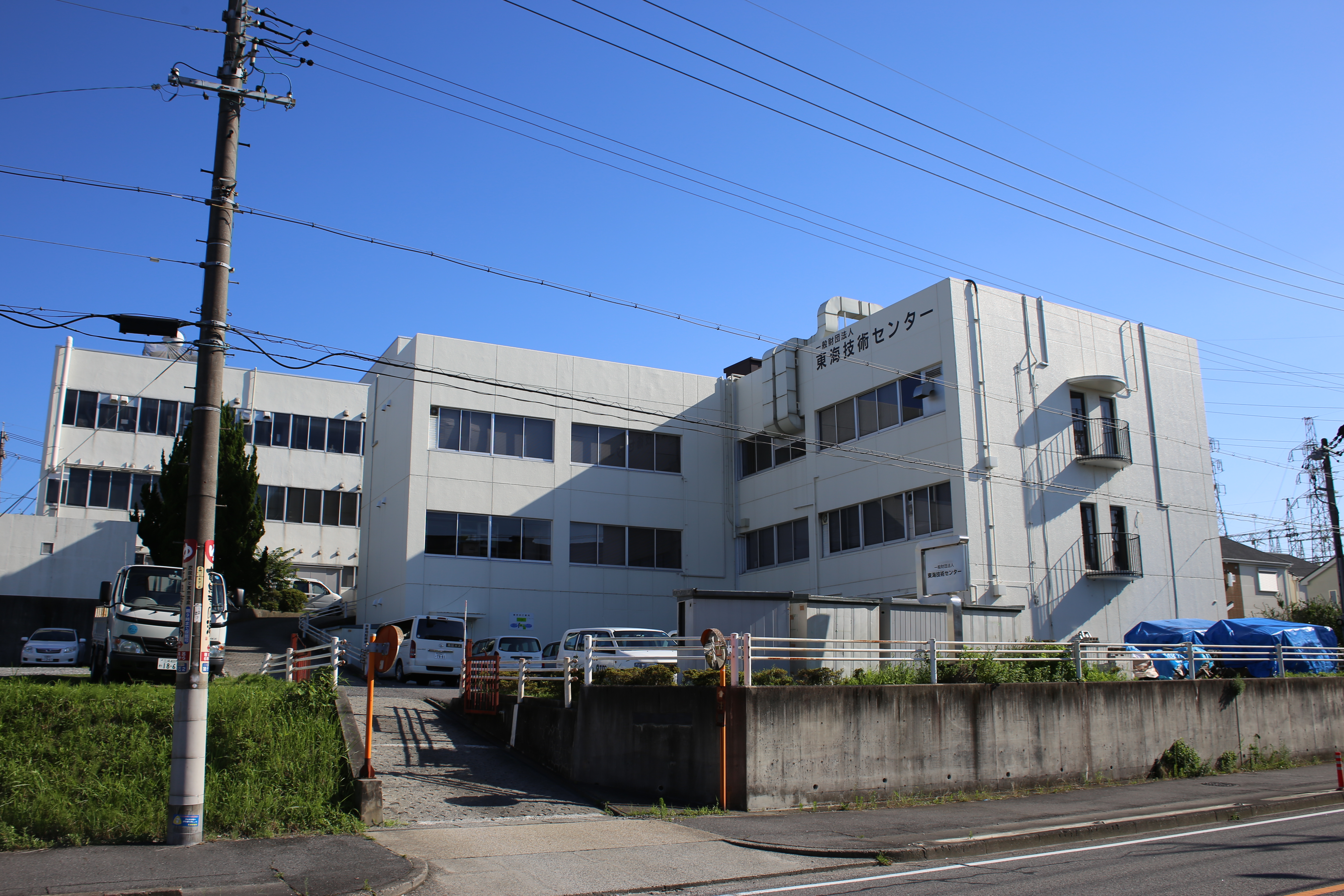
東海技術センター（2015年7月）

一般財団法人東海技術センター（とうかいぎじゅつセンター：略称 - TTC）は、愛知県名古屋市にある一般財団法人。以前は経済産業省所管の財団法人だったが、公益法人制度改革に伴い2011年（平成23年）4月1日に一般財団法人に移行。

## 概要
- 所在：愛知県名古屋市名東区猪子石二丁目710番地
- 設立：1971年（昭和46年）10月 - 日本最初の公害防止等のための測定分析機関として発足。
- 代表者：理事長 - 平山正之

## 設立趣旨
主として、東海地区における中小企業の産業活動に伴う公害の防止及び環境改善等に資するとともに工業製品の品質の改善向上に寄与し、地域社会の健全な発展に貢献することを目的としている。

## 主要業務
- 環境アセスメント及び環境保全のための調査・測定分析
- 工業製品の信頼性確保のための品質管理試験
- 測定分析技術及び環境保全技術の研究開発
- 測定分析に関する技術者養成
- 環境保全に関する情報収集・提供、指導、相談等

## その他
環境測定、水道測定、品質評価試験、VOC、アスベスト、PCB等、各種分析業務を手掛ける。